# Joseph van Crombrugghe
Joseph van Crombrugghe (Gent, 23 september 1770 – aldaar, 10 maart 1842) was een advocaat en politicus in het Verenigd Koninkrijk der Nederlanden en het latere België. Hij was burgemeester van Gent (1825-1836, 1840-1842) en provincieraadslid voor Oost-Vlaanderen (1836-1842).

## Biografie
Van Crombrugghe behaalde in 1792 zijn rechtendiploma aan de Universiteit van Leuven. Na een vervolgstudie te Parijs vestigde hij zich als advocaat te Gent. Vanaf 1804 werd hij er, onder het Napoleontische regime, stadssecretaris. Vanaf het Nederlandse regime engageerde hij zich actief in de politiek, als lid van de Provinciale Staten van Oost-Vlaanderen (1816-1817), lid van de Tweede Kamer der Staten-Generaal (1817-1824), en burgemeester van Sint-Martens-Leerne (1820-1825).
Na de dood van de Gentse burgemeester Piers de Raveschoot benoemde koning Willem I hem tot burgemeester, hoewel hij geen lid was van de Gentse gemeenteraad. Hij maakte zich populair als verdediger van de Gentse belangen en weigerde zelfs een benoeming tot provinciegouverneur van Antwerpen.

### Belgische Revolutie

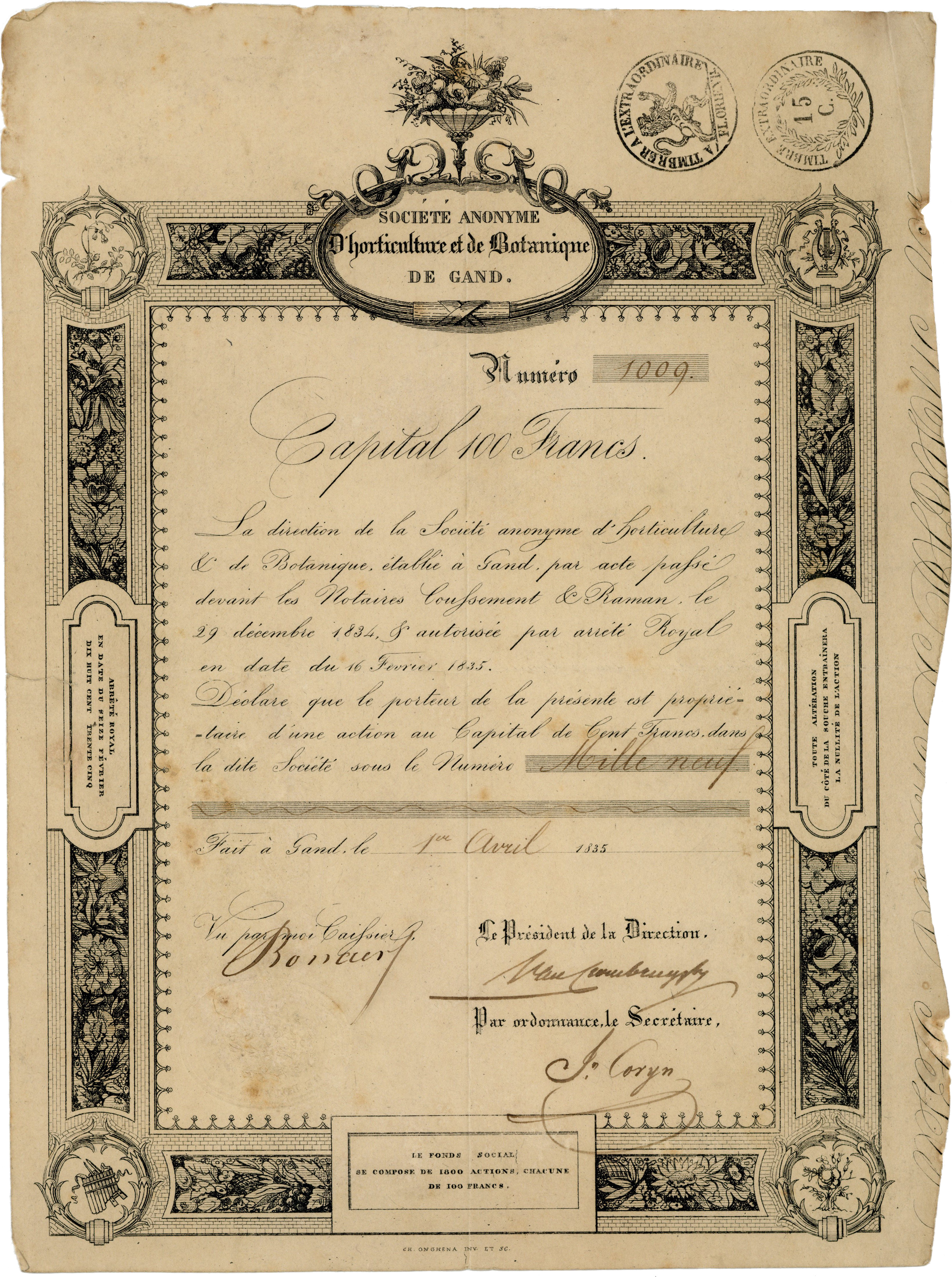
Aandeel van de Société Anonyme d'Horticulture et de Botanique de Gand voor 100 frank, uitgegeven te Gent op 1 april 1835, in eigen hand ondertekend door voorzitter Joseph Van Crombrugghe.
De vereniging werd opgericht in 1808 en organiseerde vanaf 1809 bloemenshows naar Engels model.

Na het uitbreken van de Belgische Revolutie in 1830 werd hij het boegbeeld van de orangistische beweging in Gent, met als motor Hippolyte Metdepenningen. Van Crombrugghe moest vanwege het Voorlopig Bewind in oktober 1830 zijn ambt ter beschikking stellen. In rechtstreekse burgemeestersverkiezingen haalde hij het echter ruim van uitdager Van den Hecke della Faille. Hij kon zijn ambt verder uitoefenen, tegen de zin van de katholieke revolutionairen. Zij lieten de verkiezing ongeldig verklaren, maar in nieuwe verkiezingen in december 1830 versterkte Van Crombrugghe zijn positie nog.
Op 2 februari 1831 volgde echter de mislukte contrarevolutionaire actie van Ernest Grégoire, die verijdeld werd door het gewapende brandweerkorps. Van Crombrugghe en het gemeentebestuur werden geschorst en de macht werd tot augustus uitgeoefend door een Comité van openbare veiligheid onder leiding van Charles Coppens. In oktober 1831 riep koning Leopold de staat van beleg uit in Gent. De stad werd daarop geregeerd door een militair bestuur onder Charles Niellon, die als taak het orangisme in de stad te onderdrukken. De situatie normaliseerde zich in 1833 na een petitie van de gemeenteraad aan het parlement.
In 1836 wonnen de orangisten opnieuw de verkiezingen in Gent, maar de herbenoeming van de gematigde Van Crombrugghe ging niet door vanwege zijn associatie met de meer radicale orangisten van Metdepenningen. Jean-Baptiste Minne-Barth werd door de regering benoemd tot burgemeester, maar zag zich geconfronteerd met de oppositie van de voltallige gemeenteraad, en nam uiteindelijk ontslag in 1840. Van Crombrugghe werd hierna opnieuw burgemeester, tot zijn dood in 1842.